# Macari II de Jerusalem
Macari II de Jerusalem (grec antic: Μακάδριος; llatí: Macarius) va ser patriarca de Jerusalem l'any 552 i per segona vegada del 564 a al 575.
Va ser nomenat patriarca cap a l'any 552 a la mort del patriarca Pere de Jerusalem (524-552) per la influència dels monjos de Neolaura (el «Nou monestir») però l'emperador Justinià I no el va confirmar, ja que era sospitós de practicar les doctrines d'Orígenes, i va nomenar al seu lloc a Eustoqui o Eutiqui de Jerusalem, que va perseguir als origenistes, nombrosos en aquell temps a Palestina.
Per raons desconegudes Eutiqui va ser deposat el 563 o 564 (altres opinions diuen que era l'any 567) i Macari restablert fins a la seva mort el 574 o 575. El va succeir Joan IV de Jerusalem.
Se li atribueix una homilia anomenada De Inventione Capitis Praecursoris, però podria haver estat escrita per Macari I de Jerusalem.